# Rıfat Ilgaz
Rıfat Ilgaz (* 24. AprilRumi-Kalender/7. Mai 1911 in Cide, Vilâyet Kastamonu, Osmanisches Reich, heute Provinz Kastamonu, Türkei; † 7. Juli 1993 in Istanbul) war ein türkischer Schriftsteller.

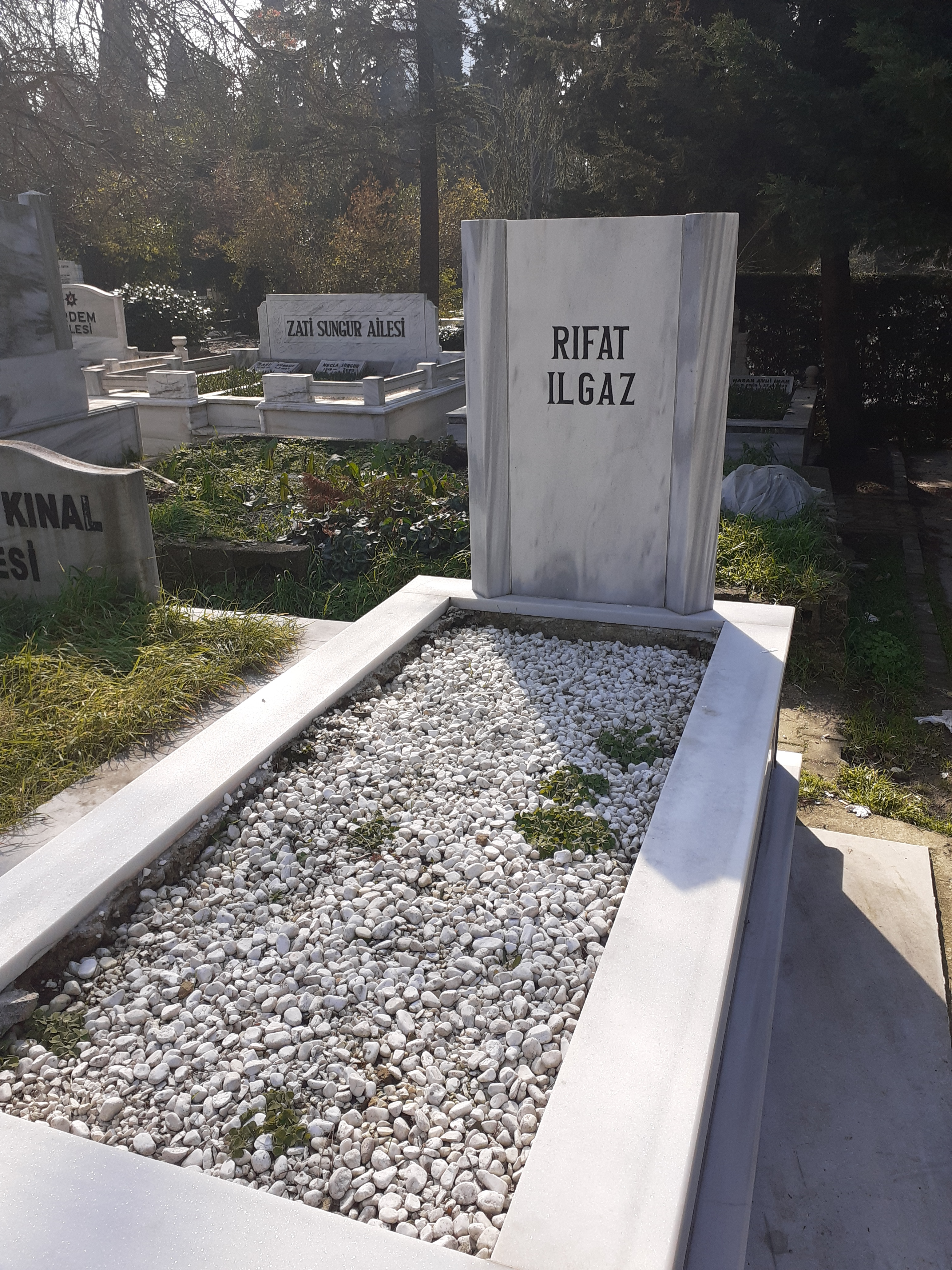
Grat des Schriftstellers am Friedhof Zincirlikuyu

## Werke

### Gedichtbände
- Yarenlik (Die Freundschaft) 1943
- Sınıf (Die Klasse) 1944
- Yaşadıkça (Wenn wir gelebt hätten) 1947
- Devam (Weiter) 1953
- Üsküdarda Sabah Oldu (Der Morgen bricht an in Üsküdar) 1954
- Soluk Soluğa (Außer Atem)1962 / Auszüge und Zusätze aus seinen vorherigen Büchern
- Karakılçık (Die schwarze Fischgräte) 1969
- Uzak Değil (Nicht weit – Gesammelte Gedichte) 1971
- Güvercinim Uyur mu? (Schläft meine Taube?) 1974
- Bütün Şiirleri (neunbändige Werkausgabe) 1983
- Bütün Şiirleri: 1927–1991 (erweiterte Neuausgabe, 2004)
- Kulağımız Kirişte (Wir sind ganz Ohr) 1983
- Ocak Katırı Alagöz (Der Januarmaulesel Rotauge) 1987 / ausgezeichnet mit dem Ömer Faruk Toprak Preis

### Romane
- Pijamalılar. Bizim Koğuş (Schlafmützen – Unsere Truppe) 1959
- Hababam Sınıfı (Die Chaosklasse) 1957 (als Film 1975)
- Karadenizin Kıyıcığında (An der Küste des Schwarzen Meeres) 1969 (bereits 1965 als Theaterstück)
- Karartma Geceleri (Dunkle Nächte) 1974
- Sarı yazma (Die gelbe Handschrift) 1976
- Yıldız Karayel (Der Nordwestwindstern) 1981
- Halime Kaptan (Kapitän Halime) 1972

### Kinderbücher
- Cankurtaran Yılmaz (Lebensretter Yilmaz) 1979
- Öksüz Civciv (Das verwaiste Küken) 1979
- Bacaksız Kamyon Sürucüsü (dt.: Der Dreikäsehoch und die Riesenmelone) 1977
- Bacaksız  Sigara Kaçakçısı (dt.: Der Dreikäsehoch auf der Polizeiwache) 1980
- Bacaksız Paralı Atlet (Der Dreikäsehoch: Der Profiläufer) 1980
- Bacaksız Okulda (dt.: Der Dreikäsehoch in der Schule) 1980
- Bacaksız Tatil Köyünde (Dreikäsehoch im Ferienlager) 1980
- Küçük Çekmece Okyanusu (Der Ozean Küçükçekmece) 1979
- Apartman Çocukları (Apartmentkinder) 1984
- Dördüncü Bölük 1992
- Çocuk Bahçesi: Gedichte für Kinder 1995
- Kumdan Betona

### Kinderbücher in deutscher Übersetzung
- Der Dreikäsehoch und die Riesenmelone. Edition Orient, Berlin 2006; ISBN 978-3-922825-68-5
- Der Dreikäsehoch auf der Polizeiwache. Edition Orient, Berlin 2007; ISBN 978-3-922825-70-8
- Der Dreikäsehoch in der Schule. Edition Orient, Berlin 2008; ISBN 978-3-922825-72-2

Die deutsch-türkische Grafikerin und Illustratorin Tülay Sözbir-Seidel (* 1972) hat alle in Deutschland erschienenen Bände der Dreikäsehoch-Reihe illustriert.

### Satiren/Humoresken/Kurzgeschichten
- Radarın Anahtarı (Der Radarschlüssel) 1957
- Don Kişot Istanbul’da (Don Quichote in Istanbul) 1957
- Kesmeli Bunları (Man soll sie beschneiden) 1962
- Nerede O Eski Usturalar (Wo sind diese alten Rasiermesser?) 1962
- Saksağanın Kuyruğu (Der Schwanz der Bachstelze) 1962
- Şevket Ustanin Kedisi (Die Katze von Meister Sevket) 1965
- Geçmişe Mazi (Die frühere Vergangenheit) 1965
- Garibin Horozu (Der Hahn des Seltsamen) 1969
- Altın Eskicisi (Der goldene Trödelladen) 1972
- Palavra (Dummes Geschwätz) 1972 (bereits 1957 unter dem Titel „Don Quichote in Istanbul“ veröffentlicht)
- Tuh Sana (Ich spuke auf dich) 1972
- Çatal Matal Kaç Çatal (Gabel Mabel ... welche Gabel?) 1972
- Bunadı bu Adam (Dieser Mann ist kindisch geworden) 1972
- Keş (Einfältig) 1972
- Al Altını (Nimm das Gold) 1972
- Hababam Sınıfı Baskında (Vom Überfall auf die Chaosklasse) 1972
- Hababam Sınıfı Uyuyor (Die Chaosklasse schläft) 1972
- Hababam Sınıfı Sınıfta Kaldı (Die Chaosklasse ist durchgefallen) 1971
- Caliş Osman Ciftlik Senin (Arbeite Osman, der Bauernhof gehört dir) 1983
- Sosyal Kadınlar Partisi (Die Partei der Gesellschaftsfrauen) 1983
- Apartman Çocukları (Die Mietshauskinder) 1984  / Roman
- Hoca Nasrettin ve Çömezleri (Nasrettin Hoca und seine Schüler) 1984 / Roman
- Hababam Sınıfı Icraatın Içinde (Die Gesamtzahl der Taten der Chaos-Klasse)1987
- Rüsvetin Almancası (Das bestechliche Deutsch) 1982
- Mesruriyet Kıraathanesi (Das Kaffeehaus der konstitutionellen Monarchie) 1974
- Başkasın Demokrasi (Du bist eine andere Demokratie) 1988
- Şeker Kutusu (Die Konfektschachtel) 1990
- Büyükkarı Küçükkarı (Grosse Weiber – kleine Weiber) 1990
- Bir Namussuz Aranıyor (Ehrloser gesucht) 1990
- Kasabanın Yarısı (Die Hälfte einer Kleinstadt) 1990
- Kara Pamuk (Schwarze Baumwolle) 1990
- Bülbül Düdük (Die pfeifende Nachtigall) 1990

### Theaterstücke
- Hababam Sınıfı Uyanıyor (Die Chaosklasse wacht auf) 1966
- Abbas Yolunda (Abbas geht seinen Weg) 1967
- Çatal Matal Oyunu (Gabel, Messer, Spiel) 1969
- Hababam Sınıfı Sınıfta Kaldı (Die Chaosklasse bleibt sitzen) 1971
- Çilli Horoz (Der gesprenkelte Hahn) 1971

### Essays/Erinnerungen
- Yokuş Yukarı (Bergauf) 1982
- Nerede kalmıştık (Wo sind wir geblieben?) 1984
- Cart Curt (Umwege) 1984  / Randnotizen
- Kırk Yıl Önce Kırk Yıl Sonra (Vierzig Jahre vorher – vierzig Jahre später) 1986 / Memoiren

### Drehbücher
- Hababam sınıfı sınıfta kaldı. (1975) (Roman)
- Hababam sınıfı. (1975) (Roman)
- Hababam sınıfı uyanıyor. (1976) (Roman „Hababam Sınıfı“)
- Hababam sınıfı dokuz doğuruyor. (1978) (Roman „Hababam Sınıfı“)
- Hababam sınıfı güle güle. (1981) (Roman)
- Karartma geceleri. (1990) (Roman)

## Auszeichnungen
- 1982 Madarali  Romanpreis für Yildiz Karayel
- 1982 Orhan-Kemal-Literaturpreis für Yildiz Karayel
- 1987 Ömer Faruk Toprak Gedichtsauszeichnung für Ocak Katiri Alagöz
- 1993 Preis des Schriftstellerverbands